# Naissance en 1172
Naissance
- 1168
- 1169
- 1170
- 1171
- 1172
- 1173
- 1174
- 1175
- 1176

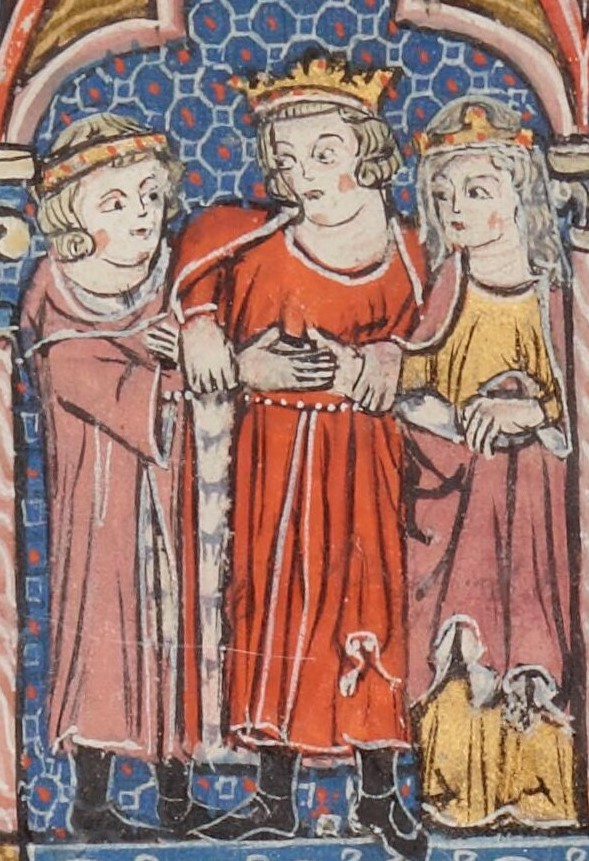
Mariage d'Isabelle Ire de Jérusalem, née en 1172.

Cette page dresse une liste de personnalités nées au cours de l'année 1172 :
- 13 avril : Rostislav II de Kiev, prince du Rus' de Kiev de la dynastie des Riourikides.
- 12 juillet : Matsudo no Moroie, kugyō (fonctionnaire japonais de haut rang) de la fin de l'époque de Heian au début de l'époque de Kamakura.

- Bohémond IV d'Antioche, comte de Tripoli et prince d'Antioche.
- Ibn al Qifti, historien arabe.
- Isabelle Ire de Jérusalem, reine de Jérusalem.

date incertaine (vers 1172)
- Chota Roustavéli, écrivain géorgien.

## Crédit d'auteurs
- Cet article est partiellement ou en totalité issu de l'article intitulé « 1172 » (voir la liste des auteurs).